# 竹内結子
竹内 結子（たけうち ゆうこ、1980年〈昭和55年〉4月1日 - 2020年〈令和2年〉9月27日）は、日本の女優、ナレーター。埼玉県浦和市（現さいたま市南区）出身。最終所属はスターダストプロモーション。夫は俳優の中林大樹。前夫は中村獅童（長男あり）。

## 来歴・人物
生前、ほとんど公表されることはなかったが、中学時代に両親が離婚するも同居を続け、中学2年の時に母親が癌のため39歳で亡くなり、翌年父親が3人の男の連れ子を持つ女性と再婚するという複雑な家庭環境で育つ。ただし、ブレイク前の18歳の時に桜井亜美の『サーフ・スプラッシュ』の解説を執筆した際、このことに若干触れている。
中学校を卒業してすぐの春休み、原宿でスカウトされ、現事務所に所属する。埼玉県立新座北高等学校卒業。
1995年（平成7年）、大蔵省（現財務省）のCMでデビュー。
1996年（平成8年）、堂本光一主演のテレビドラマ 『新・木曜の怪談 Cyborg』（フジテレビ）での快活なヒロイン役女子高生としての全話出演で女優デビューを果たした。
その後は数々のドラマや映画などに出演、1999年（平成11年）に放送されたNHK連続テレビ小説 『あすか』、2001年（平成13年）に放送されたテレビドラマ 『白い影』（TBS）ではそれぞれヒロイン役を務め、広く知られるようになった。その翌年に放送されたテレビドラマ 『ランチの女王』では、フジテレビ月曜9時枠の連続ドラマ（月9）に初主演を果たした。
トレンディドラマの時代が終わると、女優不遇の時代が続く中、数少ない実力派として目されるようになった。
2003年（平成15年）に公開された映画 『黄泉がえり』に出演した頃には、「泣きたい夜には、竹内結子」というキャッチフレーズ入りポスターが東宝によって作成された。
2005年（平成17年）6月、映画『いま、会いにゆきます』で共演した中村獅童と結婚。妊娠していることも公表し、同年11月に第1子となる男児を出産。
2007年（平成19年）に公開された主演映画『サイドカーに犬』での演技は高く評価され、キネマ旬報ベスト・テン主演女優賞、日本映画批評家大賞主演女優賞など、多くの賞を受賞した。
2008年（平成20年）、2月に中村と離婚。親権は竹内に委ねられた。
同年、月9ドラマ『薔薇のない花屋』にヒロイン役で出演し、3年ぶりにドラマ復帰した。翌2009年（平成21年）には、アメリカABC制作のテレビドラマ『フラッシュフォワード』に出演した。
2010年（平成22年）、スペシャルドラマ『ストロベリーナイト』で主演を務め、初の刑事役に挑戦した。
2013年（平成25年）、『ストロベリーナイト』は佐藤祐市監督によって映画化され主演を務めた。※2014年1月発表の最終興収は21.5億円。
2014年（平成26年）、三谷幸喜作・演出の舞台『君となら』で主演を務め、舞台に初挑戦。
2015年（平成27年）、主演作品『残穢 -住んではいけない部屋-』が、第28回東京国際映画祭コンペティション部門に出品される。
2016年（平成28年）、大河ドラマ『真田丸』で茶々役を演じ、大河ドラマ初出演を果たす。
2018年（平成30年）、HuluとHBOアジアの初の国際共同製作ドラマ『ミス・シャーロック/Miss Sherlock』で女性版シャーロック・ホームズを演じ、Huluにて配信され、HBOでも世界19か国で放送された。
2019年（平成31年）2月27日、所属事務所の後輩の中林大樹と再婚。連名で報告した。
2019年（令和元年）8月28日、第二子を妊娠していることがわかった。翌年1月末に男児を出産。

### 突然の訃報
2020年（令和2年）9月27日午前2時ごろ、自宅でぐったりしているところを夫により発見され、搬送先で死亡が確認された。40歳没。現場の状況から自殺とみられるが、遺書は見つかっていない。報道では、発見時は寝室のクローゼットの中で首をつった状態であったと報じられた。
生前は2016年に発生した熊本地震の被災地への支援を4年間続けていた。竹内は埼玉出身だが、2003年に出演した『黄泉がえり』のロケ地が阿蘇だった縁で毎月支援を続け、亡くなった月にも寄付金が振り込まれていたという。

## 交友関係
- 所属事務所の後輩だった柴咲コウとは、『笑っていいとも!』テレフォンショッキング（2009年3月9日）を機に食事に行くようになり、交友を深める。柴咲の歌う、連続ドラマの前身であるスペシャルドラマ『ストロベリーナイト』の主題歌「EUPHORIA」のPVに友情出演。また、柴咲の初武道館公演のライブにも駆けつけている。
- 羽田美智子は、テレフォンショッキングに竹内が出る際、必ず花を贈っている。
- 貫地谷しほりは、『ジェネラル・ルージュの凱旋』で共演して以来の間柄[26]。
- イモトアヤコは舞台共演以来、家に泊まりに来るなど仲が良かった。同じマンションに住んでいた時期もあり、竹内が唯一Instagramをフォローしている大親友であった[27]。

## 出演

### 映画
- リング（1998年1月31日公開、東宝） - 大石智子 役
- イノセントワールド （1998年10月3日公開、東北新社） - 珠泉アミ 役（ヒロイン）
- ビッグ・ショー! ハワイに唄えば （1999年5月15日公開、東宝） - 高橋里美 役
- 星に願いを。（2003年4月12日公開、東宝） - 青島奏 役（主演）
- 黄泉がえり（2003年1月18日公開、東宝） - 橘葵 役（ヒロイン）
- 天国の本屋〜恋火（2004年6月5日公開、松竹） - 長瀬香夏子 / 桧山翔子 役（主演）
- いま、会いにゆきます（2004年10月30日公開、東宝） - 秋穂澪 役（主演）
- 春の雪（2005年10月29日公開、東宝） - 綾倉聡子 役（ヒロイン）
- サイドカーに犬（2007年6月23日公開、ビターズ・エンド） - ヨーコ 役（主演）
- ショコラの見た世界（2007年10月13日公開） - 初子（ショコラ）役（主演）
- クローズド・ノート（2007年9月29日公開、東宝） - 真野伊吹 役
- ミッドナイト・イーグル（2007年11月23日公開、松竹） - 有沢慶子 役（ヒロイン）
- チーム・バチスタの栄光（2008年2月9日公開、東宝） - 田口公子 役（阿部寛とのW主演）
- ジェネラル・ルージュの凱旋（2009年3月7日公開、東宝） - 田口公子 役（阿部寛とのW主演）
- なくもんか（2009年11月14日公開、東宝） - 山岸徹子 役（ヒロイン）
- ゴールデンスランバー（2010年1月30日公開、東宝） - 樋口晴子 役（ヒロイン）
- FLOWERS -フラワーズ-（2010年6月12日公開、東宝） - 薫 役
- 僕と妻の1778の物語（2011年1月15日公開、東宝） - 牧村節子 役（ヒロイン）
- はやぶさ/HAYABUSA（2011年10月1日公開、20世紀フォックス） - 水沢恵 役（主演）
- ステキな金縛り（2011年10月29日公開、東宝） - 矢部鈴子/ 日野風子 役 （2役）
- ポテチ（2012年4月7日公開、ショウゲート） - 通行人 役（エキストラ出演）[28][29]
- ストロベリーナイト（2013年1月26日公開、東宝） - 姫川玲子 役（主演）
- ふしぎな岬の物語（2014年10月11日公開、東映） - 竜崎みどり 役
- 残穢 -住んではいけない部屋-（2016年1月30日公開、松竹） - 「私」役（主演）[30]
- 殿、利息でござる!（2016年5月14日公開、松竹） - とき 役[31]
- クリーピー 偽りの隣人（2016年6月18日公開、松竹） - 高倉康子 役[32]
- 旅猫リポート（2018年10月26日公開、松竹） - 香島法子 役
- コンフィデンスマンJP -ロマンス編-（2019年5月17日公開、東宝） - ラン・リウ（スタア）役
  - コンフィデンスマンJP -プリンセス編-（2020年7月23日公開、東宝） - スタア 役 ※遺作
- 長いお別れ（2019年5月31日公開、アスミック・エース） - 今村麻里 役
- 決算! 忠臣蔵（2019年11月22日公開、松竹） - りく 役[33]

### テレビドラマ
- 新・木曜の怪談 Cyborg（1996年10月17日 - 11月21日、フジテレビ） - 今村優香 役
- いいひと。 第5・6話（1997年5月13・20日、関西テレビ） - 林田真紀 役
- shin-D「夏の忘れもの」第2話（1997年9月10日、日本テレビ）
- 凍りつく夏（1998年7月6日 - 9月14日、読売テレビ） - 森口純子 役
- せつない the 19th tale「線香花火」（1998年、テレビ朝日） - 田島清香 役
- あぶない刑事フォーエヴァー TVスペシャル '98（1998年8月28日、日本テレビ） - 風吹明日香 役
- 寺内貫太郎一家 '98秋スペシャル（1998年9月24日、TBS） - 河内美鈴 役
- なにさまっ!（1998年10月11日 - 12月20日、TBS） - 木村友里 役
- ロマンス（1999年4月12日 - 6月28日、読売テレビ） - 倉沢琴絵 役
- 連続テレビ小説 あすか（1999年10月4日 - 2000年4月1日、NHK総合） - 宮本あすか 役（主演） ※初主演
- Friends（2000年7月7日 - 9月15日、TBS） - 松野美雪 役
- 百年の物語 第2夜「戦後編・愛は哀しみをこえて」（2000年8月29日、TBS） - 永井とし子 役
- スタイル!（2000年10月12日 - 12月14日、テレビ朝日） - 榊原栞 役（ヒロイン）
- 白い影（2001年1月14日 - 3月18日、TBS） - 志村倫子 役（ヒロイン）
  - 白い影 その物語のはじまりと命の記憶（2003年1月2日）
- ムコ殿（2001年4月12日 - 6月28日、フジテレビ） - 新井さくら 役（ヒロイン）
- ガッコの先生 （2001年10月7日 - 12月16日、TBS） - 朝倉素子 役（ヒロイン）
- ランチの女王（2002年7月1日 - 9月16日、フジテレビ） - 麦田なつみ 役（主演）
- 笑顔の法則（2003年4月13日 - 6月22日、TBS） - 倉沢祐美 役（主演）
- ワルシャワの秋（2003年12月23日、関西テレビ） - 青木葉子 役（主演）
- プライド （2004年1月12日 - 3月22日、フジテレビ） - 村瀬亜樹 役（ヒロイン）
- 新ニューヨーク恋物語（2004年3月30日、フジテレビ） - 藤倉英子 役（ヒロイン）
- 不機嫌なジーン（2005年1月17日 - 3月28日、フジテレビ） - 蒼井仁子 役（主演）
- 薔薇のない花屋（2008年1月14日 - 3月24日、フジテレビ） - 白戸美桜 役（ヒロイン）
- フラッシュフォワード（2009年、アメリカABC、日本放映：2010年 - ） - ケイコ 役
- 夏の恋は虹色に輝く（2010年7月19日 - 9月20日、フジテレビ） - 北村詩織 役（ヒロイン）
- ストロベリーナイト（フジテレビ） - 姫川玲子 役（主演）
  - スペシャルドラマ ストロベリーナイト（2010年11月13日）
  - ストロベリーナイト（2012年1月10日 - 3月20日）
  - ストロベリーナイト アフター・ザ・インビジブルレイン「アンダーカヴァー」（2013年1月26日）
- ステキな隠し撮り 完全無欠のコンシェルジュ（2011年11月5日、フジテレビ） - 料理研究家 役
- チープ・フライト（2013年3月1日、日本テレビ） - 相沢美晴 役（主演）
- ダンダリン 労働基準監督官（2013年10月2日 - 12月11日、日本テレビ） - 段田凛 役（主演）
- ドラマW 三谷幸喜『大空港2013』（2013年12月29日、WOWOW）（主演）
- 松本清張 黒い福音〜国際線スチュワーデス殺人事件〜（2014年1月19日、テレビ朝日） - 江原ヤス子 役
- 上流階級〜富久丸百貨店外商部〜 （2015年1月16日、フジテレビ） - 鮫島静緒 役（主演）
- 復讐法廷（2015年2月7日、テレビ朝日） - 緒方信子 役（ヒロイン）
- かもしれない女優たち （2015年6月23日、フジテレビ） - 竹内結子 役（主演）
  - かもしれない女優たち2016（2016年10月10日）
- 世にも奇妙な物語 25周年記念!秋の2週連続SP 「箱」（2015年11月28日、フジテレビ） - 吉野朔子 役（主演）[34]
- 大河ドラマ 真田丸（2016年4月10日 - 12月18日、NHK総合） - 茶々 役[35]
- A LIFE〜愛しき人〜（2017年1月15日 - 3月19日、TBS） - 壇上深冬 役（ヒロイン）
- イノセント・デイズ（2018年3月18日 - 4月22日、WOWOW） - 田中幸乃 役[36]（ヒロイン）
- スキャンダル専門弁護士 QUEEN（2019年1月10日 - 3月14日、フジテレビ） - 氷見江 役（主演）[37]

### Webドラマ
- ミス・シャーロック/Miss Sherlock（2018年4月27日 - 6月15日、Hulu×HBOアジア） - シャーロック 役（主演）[38]

### 吹替え
- 『タイタニック』ゴールデンタイム日本特別編集版（2001年、フジテレビ） - ローズ・デウィット・ブケイター〈ケイト・ウィンスレット〉
- インサイド・ヘッド（2015年7月18日公開） - ヨロコビ 役[39]

### 情報バラエティ・ドキュメンタリー
- 『世界ウルルン滞在記』（1999年2月21日、毎日放送）[40]
  - 再会スペシャル（2001年9月23日、毎日放送）
- 『素敵な宇宙船地球号』（2002年、テレビ朝日） - ナレーション
- 『世界がもし100人の村だったら』（2009年、フジテレビ） - ナレーション
- 『ザ・ノンフィクション』（2011年、フジテレビ） - ナレーション
  - 「特殊清掃人の結婚〜”孤独死”が教えてくれたこと」（2013年1月20日、2014年5月4日（NYフェスティバル金賞受賞特選版））
- 『エコの作法 〜明日の美しい生き方へ〜』（2011年4月 - 2014年10月、BS朝日） - ナレーション
- 『EARTH friendly スペシャル 極北の聖なる川を下る』（2012年8月、BS朝日） - ナレーション
- 鶴瓶の家族に乾杯スペシャル「竹内結子 ニューカレドニア」（2014年8月11日、NHK総合）
- 一滴の向こう側 （2016年4月2日 - 2018年9月29日、BSフジ）- ナレーション
- 所さんの目がテン!（2016年9月4日 - 2020年4月19日、日本テレビ） - 長期実験シリーズ企画「かがくの里」ナレーション（不定期）[41]

### ラジオ
- 貫地谷しほりのラジオ劇団・小さな奇跡「カクテルはいかが？」（2010年3月1日 - 4日、TOKYO FM） - 中島真紀子 / 織田佳代 役
- 竹内結子のオールナイトニッポンGOLD（2013年2月1日、ニッポン放送）

### 舞台
- 「君となら」Nobody Else But You（2014年） - 主演：小磯あゆみ役
- 「スジナシBLITZシアターVol.4」（2016年9月14日、赤坂BLITZ） - ゲスト出演（舞台設定：ラジオブース）
- パルコ・ミュージック・ステージ　KOKI MITANI’S SHOW GIRL「ショーガール Vol.2 〜告白しちゃいなよ、you〜」（2018年1月14日、EXシアター六本木） - ゲスト出演

### CM・広告
- 大蔵省（当時）関東財務局 「国有宅地」（1995年 - ）
- カルビー「ポテトチップス」（1995年 - ）
- ジャストシステム「一太郎」（1996年 - ）
- ロッテリア（1996年 - ）
- 大塚ベバレジ「MATCH」（1996年 - ）
- ジョンソン・エンド・ジョンソン「johnson's baby化粧水」（1996年 - ）
- 任天堂 「NINTENDO 64 Wゲットだぜキャンペーン」（1997年 - ）
- 日本生命保険「もののけ姫」協賛告知（1997年 - ）
- 東レ「コンタクトレンズ」（1997年 - ）
- 明治製菓「QUN」（1998年 - ）
- サントリー
  - 「C.C.レモン」（1998年 - ）
  - 「ザ・プレミアムモルツ」（2008年 - ）
    - 『竹内いきます編』 『ウクレレ編』 『お中元08編』 『プレミアムなうまさ竹内編』 『お歳暮08編』（2008年）
    - 『グラス編』『お中元編』『うれしいお歳暮編』（2009年）
    - 『プレミアムニューイヤー編』 『表彰状編』 『2010お中元編』 『グラスのこだわり編』 『ホップのこだわり編』『2010お歳暮編』（2010年）
    - 『うれしいお正月編』『上を向いて歩こう編』『見上げてごらん夜の星を編』『セレブレーション編』『中元編』『風鈴編』『ありがとうのプレモル編』『お歳暮2011年編』（2011年）
- Panasonic（1998年 - ）
- 鶴屋百貨店御中元（1999年 - ）
- JT「GREEN'S」（1999年 - ）
- ライオン「エメロン」（2000年 - ）
- JAイメージキャラクター（2000年 - ）
- 森永乳業
  - 「クラフト フィラデルフィア・クリームチーズ」（2000年 - ）
  - 「MOW」（2011年 - ）
  - 「PARM」（2017年 - ）[42]
- 三共 「ルルゴールド（風邪薬）」（2001年 - ）
- 花王
  - 「ビオレ」（2001年 - ）
  - 「エッセンシャル ダメージケア」（2003年 - ）
- マイクロソフト「はがきスタジオ」（2002年 - ）
- アサヒ飲料「さらり」（2002年 - ）
- JR西日本
  - 「三都物語」（2002年 - ）
  - 「DISCOVER WEST」（2003年 - ）
- パイオニア DVDレコーダー『寅さんが動いてる篇』他 （2004年 - ）
- 森永製菓
  - 「アンシス」（2005年 - ）
  - 「刻みカカオ」（2006年5月 - ）
  - 「ルネス」（2006年9月 - ）
  - 「PARM」（2017年 - ）
- 資生堂
  - 「プラウディア」（2005年 - ）
  - 「TSUBAKI」（ツバキ、2007年 - ）
  - 「コラーゲン EX / UPDATE」（2007年 - ）
  - 「ELIXIR WHITE」（2010年 - ）
- JOMO サービスステーション
  - 『登場編』（2006年 - ）
  - 『ラッキー編』（2006年 - ）
  - 『登場＋ラッキー編』（2006年 - ）
  - 『忘れ物編』（2006年 - ）
  - 『カメラ編』（2006年 - ）
  - 『気になる地図編』（2007年 - ）本作以降、長谷部瞳と共演
  - 『待ち合わせ編』（2007年 - ）
  - 『雨宿り編』（2007年 - ）
  - 『駄菓子屋編』（2008年 - ）
  - 『リラックス編』(2009年 - ）
  - 『なぜか行きつけ編』（2009年 - ）
- ENEOS サービスステーション
  - 『竹内結子・語る』篇 （2010年7月 - ）
  - 『竹内結子・見守る』篇 （2010年9月 - ）
- ソニー・エリクソン「行定勲×SO903i ショコラの見た世界」（2007年1月 - ） ※大塚ちひろ、和田聰宏、藤本七海と共演
- オンワード「anyFAM」（2007年 - ）
- JTB「JTB流」（2008年 - ）
- セイコーエプソン「カラリオ」（2008年 - ）
- モンデリーズ・ジャパン「リカルデント」（2011年 - ）
- ローソン
- サンヨー食品「サッポロ一番カレーラーメン」（2015年 - ）、「みそラーメン/塩ラーメンが鍋になりました。」「縁日の焼そば」（2016年）※いずれも劇団ひとり、寺田心と共演
- エスエス製薬 イブA・EX（2015年 - ）
- キヤノン EOS Kiss M（2018年 - ）※草彅剛の愛犬・クルミちゃんと共演[43]

### その他
- ミュージック・ビデオ：山本達彦「君が大人になる街」（1996年、大蔵省関東財務局「国有宅地」CMソング）
- ミュージック・ビデオ：柴咲コウ「EUPHORIA 」（2010年、フジテレビ『ストロベリーナイト』主題歌）

## その他の活動

### 出版
エッセイ
- ニオイふぇちぃ（2004年、ぴあ）ISBN 4835609387
- ニオイふぇちぃ2 カロリーオフ（2006年、ぴあ）ISBN 4835616162

表紙イラストはいずれも江口寿史による書き下ろし。

フォトエッセイ
- たびぼん タヒチ旅日記（2007年、SDP）ISBN 4903620123
- たけうちマルシェ 心に届くおいしいさしいれ102（2011年、文藝春秋）ISBN 4163745203

写真集
- たけうち（1998年10月、ぶんか社、撮影：西田幸樹）ISBN 978-4821122325

カレンダー
- 「竹内結子オフィシャルカレンダー 2011.4.1→2012.3.31」（2011年、SDP）
- 「竹内結子オフィシャルカレンダー 2012.4.1→2013.3.31」（2012年、SDP）

### CD
- ただ風は吹くから（1998年9月18日、ポニーキャニオン）

## 受賞歴
- 2001年
  - 第9回橋田賞 新人賞 （『白い影』､『百年の物語』､『スタイル!』）[44]
  - 第11回TV LIFE年間ドラマ大賞 主演女優賞（『白い影』､『ムコ殿』）[45]
  - 第31回ザテレビジョンドラマアカデミー賞 助演女優賞 （『ガッコの先生』）[46]
- 2002年
  - 第26回エランドール賞 新人賞[47]
  - 第34回ザテレビジョンドラマアカデミー賞 主演女優賞（『ランチの女王』）[48]
  - 第6回日刊スポーツ・ドラマグランプリ 主演女優賞（年間）（『ランチの女王』）
- 2003年
  - 第27回日本アカデミー賞 優秀主演女優賞 （『黄泉がえり』）[49]
  - 第13回日本映画批評家大賞 主演女優賞（『黄泉がえり』）[50]
- 2004年
  - 第28回日本アカデミー賞 優秀主演女優賞（『いま、会いにゆきます』）[51]
  - 第9回日本インターネット映画大賞 主演女優賞（『いま、会いにゆきます』）
  - MovieWalkerシネマ大賞 ベスト女優部門第1位（『いま、会いにゆきます』､『天国の本屋〜恋火』）
  - 第22回わかやま市民映画祭 主演女優賞（『いま、会いにゆきます』など）
  - 第7回日刊スポーツ・ドラマグランプリ 主演女優賞（年間）（『プライド』）
- 2005年
  - 第29回日本アカデミー賞 優秀主演女優賞（『春の雪』）
- 2007年
  - 第81回キネマ旬報ベスト・テン 主演女優賞（『サイドカーに犬』､『クローズド・ノート』､『ミッドナイトイーグル』）[52]
  - 第17回日本映画批評家大賞 主演女優賞（『サイドカーに犬』）[53]
  - 第20回日刊スポーツ映画大賞・石原裕次郎賞 主演女優賞（『サイドカーに犬』）
  - 第31回山路ふみ子映画賞 女優賞（『サイドカーに犬』）[54]
  - 大阪映画記者クラブ・ベストムービー賞 日本映画女優賞（『サイドカーに犬』）
- 2008年
  - 第56回ザテレビジョンドラマアカデミー賞 助演女優賞（『薔薇のない花屋』）[55]
- 2014年
  - 第38回日本アカデミー賞 優秀助演女優賞（『ふしぎな岬の物語』）[56]